# Kepek (Sapto Sari)
Kepek is een bestuurslaag in het regentschap Gunung Kidul van de provincie Jogjakarta, Indonesië. Kepek telt 5636 inwoners (volkstelling 2010).